# 萨拉·艾哈迈德
萨拉·萨米爾·艾哈迈德（阿拉伯语：‎，1998年1月1日—）是一名埃及女子举重运动员。2014年，在南京青年奧林匹克運動會奪得63公斤级举重比赛金牌。她代表埃及在巴西出戰2016年奥林匹克运动会69公斤级举重比赛銅牌，為首名阿拉伯奧林匹克举重比赛女性獎牌得主及第一位埃及奧林匹克運動會女性獎牌得主。